# Орлани

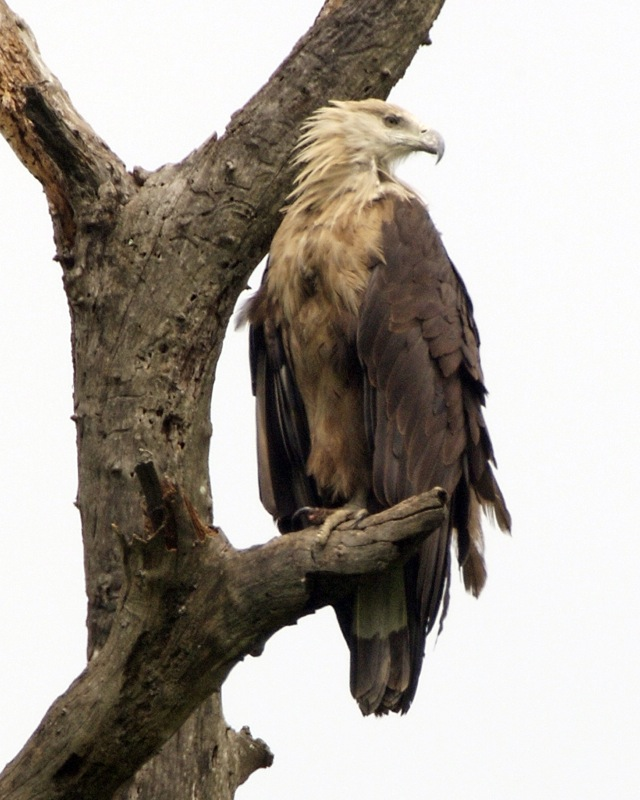
Орлан-довгохвіст (Haliaeetus leucoryphus)

Орлани — невелика група хижих птахів (раніше розглядалася як підродина, Haliaeetinae), родини яструбових, що складається з двох родів:
- Орлан (Haliaeetus), що налічує 8 видів;
- Орлан-рибалка (Ichthyophaga) з двома видами[1].

У 2023 році на основі останніх молекулярно-систематичних досліджень Міжнародна спілка орнітологів перерозподілила склад цих двох родів, перенісши чотири види з роду Haliaeetus до роду Icthyophaga, залишивши у роді Haliaeetus чотири види.